# Unione Sportiva Sestri Levante 1919
La Unione Sportiva Sestri Levante 1919 es un club de fútbol de Italia, con sede en Sestri Levante, en Liguria. Fue fuandado en 1919, y compite en la Serie D, cuarta categoría del fútbol italiano.

## Historia
Fue fundado en el año 1919 en la localidad de Sestri Levante y durante los años 1920 llegó a jugar en la Prima Divisione, la desaparecida primera división nacional, de la cual descendió en 1931. De 1933 a 1938 formaría parte de la Unione Libera Italiana del Calcio, por lo que en ese tiempo se alejó de las competiciones oficiales de la Federación Italiana de Fútbol.
En 1938 pasa a llamarse Fit Sestri Levante que mantuvo hasta 1945 para pasar a llamarse Unione Sportiva Sestri Levante 1919. Ese mismo año logra el ascenso a la Serie C donde jugó cuatro temporadas hasta que desciende en 1949.
Luego de 73 años en el nivel aficionado logra su regreso a la Serie C para la temporada 2023/24.

## Palmarés

### Torneos interregionales
- Serie C (1): 1947-78 (Grupo B)
- Serie D (1): 2022-23 (Grupo A)

### Torneos regionales
- Eccellenza Liguria (2): 2004-05, 2011-12
- Promozione Liguria (4): 1956-57 (Grupo B), 1970-71, 1995-96, 2001-02 (Grupo B)
- Terza Divisione Liguria (1): 1926-27
- Copa Italia de Aficionados Liguria (2): 2001-02, 2019-20